# Fabrieksrijder
Een fabrieksrijder is een motorsport-coureur die een fabrieksmachine ter beschikking heeft.
Fabrieksrijders komen in vrijwel alle klassen van auto- en motorsport voor. Zij worden door de fabrieken gecontracteerd op basis van hun prestaties. In de meeste gevallen loopt een dergelijk contract een of meer seizoenen, in sporadische gevallen worden coureurs ingehuurd voor een of enkele evenementen. In de motorsport worden soms satellietteams voorzien van hetzelfde materiaal als de fabrieksteams. De coureurs worden dan semi-fabrieksrijder genoemd. Als een coureur zelf zorgt voor materiaal, geld en een begeleidend team (met behulp van sponsoren) spreekt men van een privérijder.